# Catedral basílica de Nuestra Señora de la Asunción (Popayán)
La Catedral Basílica Metropolitana de Nuestra Señora de la Asunción es una iglesia catedralicia de culto católico dedicada a la Virgen María bajo la advocación de Nuestra Señora de la Asunción o del tránsito cuya fiesta es celebra el 15 de agosto de cada año según el calendario litúrgico. El edificio se encuentra ubicado al occidente en el costado sur del Parque Caldas, en pleno centro histórico de la ciudad colombiana de Popayán (Cauca). Es Catedral Metropolitana y también Basílica menor. Principal templo de la Arquidiócesis de Popayán, sede del arzobispo, así como del Capítulo Metropolitano. La construcción ha sufrido cambios debido a los frecuentes movimientos telúricos en la región.

## Historia
Una vez fundada la ciudad de Popayán en 1537, tuvo una sola iglesia pajiza que estuvo localizada en el lugar en donde se realizaron las primeras construcciones de la ciudad, donde posteriormente surgirían los barrios del Altozano, La Pamba y Tulcán, al pie del cerro de la Eme, en que también subsisten cimientos de construcciones más antiguas y también por las costumbre de los conquistadores de asentarse en donde se ubicaban las chozas de los indígenas, quienes eran desalojados. 

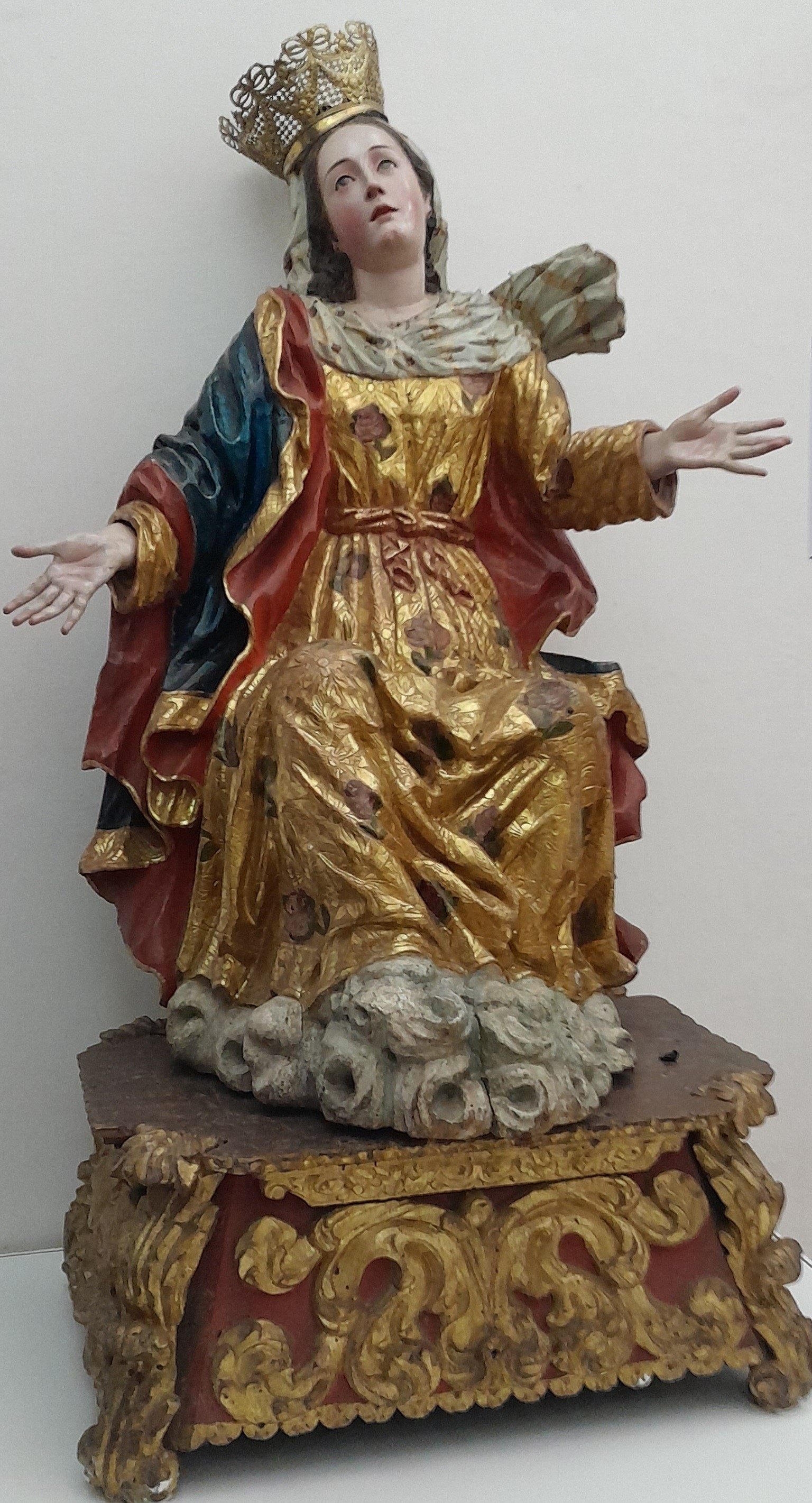
Patrona de la Catedral, obra de Caspicara del siglo XVIII

El poblado fundado por los españoles creció hacia el sur y hacia el occidente del cerro. Con el conquistador Sebastián de Belalcázar vino el capellán de sus tropas, un religioso mercedario de nombre Fray Bernabé Hernando de Granada, quien ofició la primera misa en Popayán, hasta cuando fue nombrado el primer cura de la ciudad García Sánchez, mientras Bernabé siguió con el conquistador buscando El Dorado.
En 1546 fue establecida la diócesis de Popayán por el papa Paulo III, con la bula "Super especula Militantis ecclesiae” del 1 de septiembre de ese mismo año. Fue nombrado como primer Obispo Juan del Valle, natural de Segovia (España), quien ejecutó la bula pontificia el 8 de septiembre de 1547 en Aranda de Duero (España) e hizo su ingreso a la diócesis en enero de 1548. La iglesia de Popayán se erigió en catedral en el año de 1547. Una de sus joyas iniciales más preciadas le fue entregada a Fray Diego Gutiérrez el 14 de agosto de 1568 por el papa Pío V, a saber, una reliquia del Lignum Crucis que el pontífice cortó con su mano de la que reposa en la basílica de San Pedro en Roma.

### Primera catedral

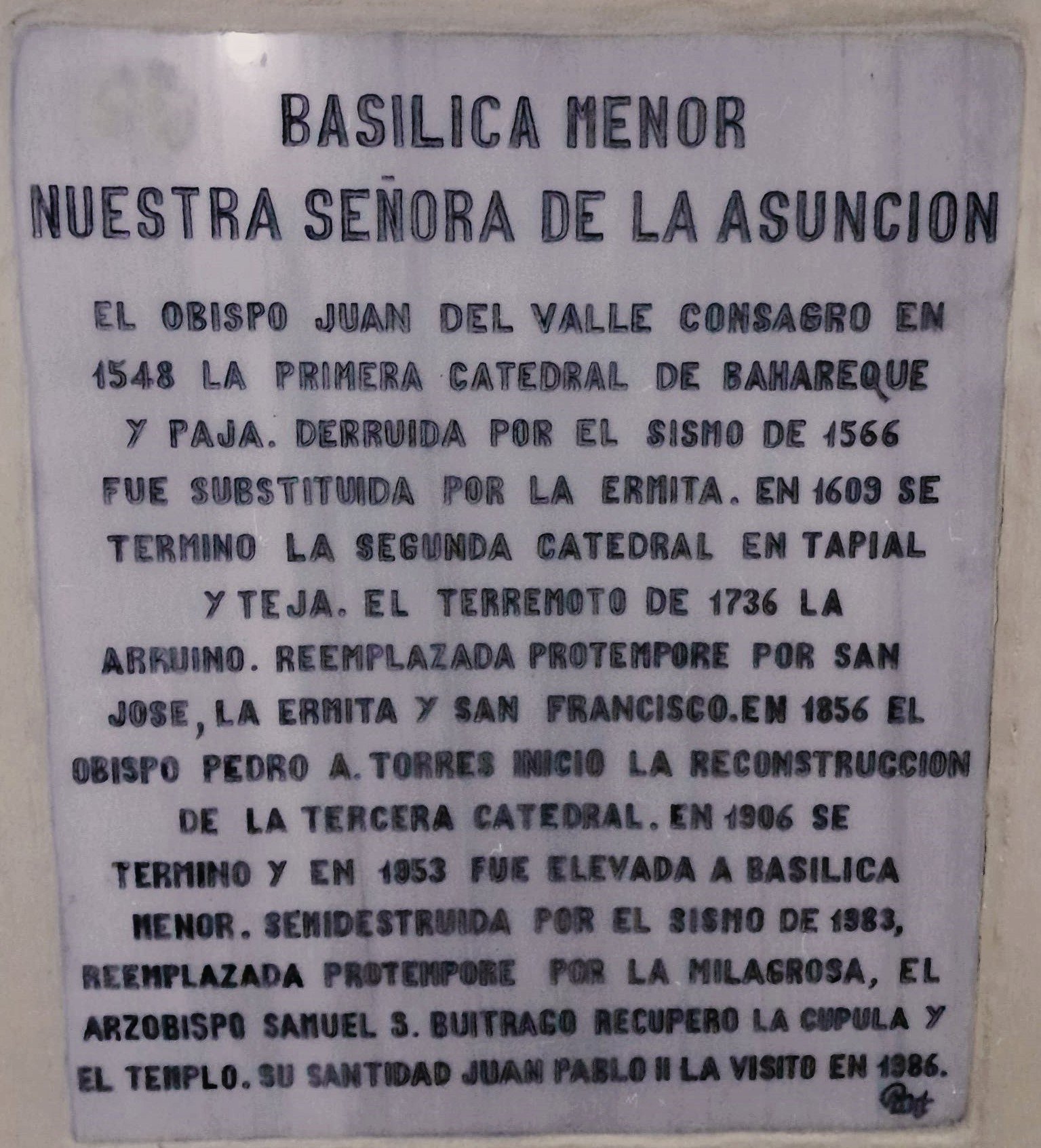
Placa de mármol con la historia de la Catedral

En 1557, el obispo Del Valle solicitó a la Corte de España permiso para edificar una iglesia “capaz y decente”. Y en 1558, hizo la erección material de la primera catedral con los clérigos Francisco Jiménez de Rojas como Deán, Francisco Rojas Granadino como arcediano y Francisco de Cuéllar como chantre. Como se carecía de fondos y materiales de construcción tales como teja, la primera catedral fue de techo pajizo y muy posiblemente estuvo localizada en el lugar o cerca a donde posteriormente se construyó La Ermita, pues para ese momento ya la ciudad se había extendido hacia el sur. 
En 1575 se trató de construir otro templo pues el anterior se había deteriorado mucho por las lluvias y la débil edificación. En 1576, de acuerdo con el repartimiento establecido en Cali y que consta en documentos manuscritos, a la Catedral de Popayán le fijaron quinientos pesos de buen oro de veinte quilates para comenzar una nueva edificación.

### Segunda catedral
El 17 de diciembre de 1594 se dio inicio a la segunda catedral, en la plaza principal de la ciudad, denominada en el siglo XX como Parque de Caldas. Dicho segundo templo catedralicio se construyó en teja y ladrillo. El lugar fue elegido por el fraile dominico y obispo de Popayán, fray Diego Domingo de Ulloa junto con el capítulo, las autoridades civiles y los habitantes. El prelado colocó la primera piedra y una lámina de plata con inscripciones en latín, en memoria de dicho acto. Para esta segunda catedral el Rey proporcionó dieciocho mil pesos y los feligreses de la diócesis recaudaron treinta mil. En 1602 todavía no se había finalizado la edificación y en 1682 se levantó la torre y campanario de la catedral costeada por el obispo Bernardo de Quiroz, elemento que se constituyó con el tiempo en un símbolo de la ciudad y que el poeta Guillermo Valencia denominó "la nariz de Popayán".

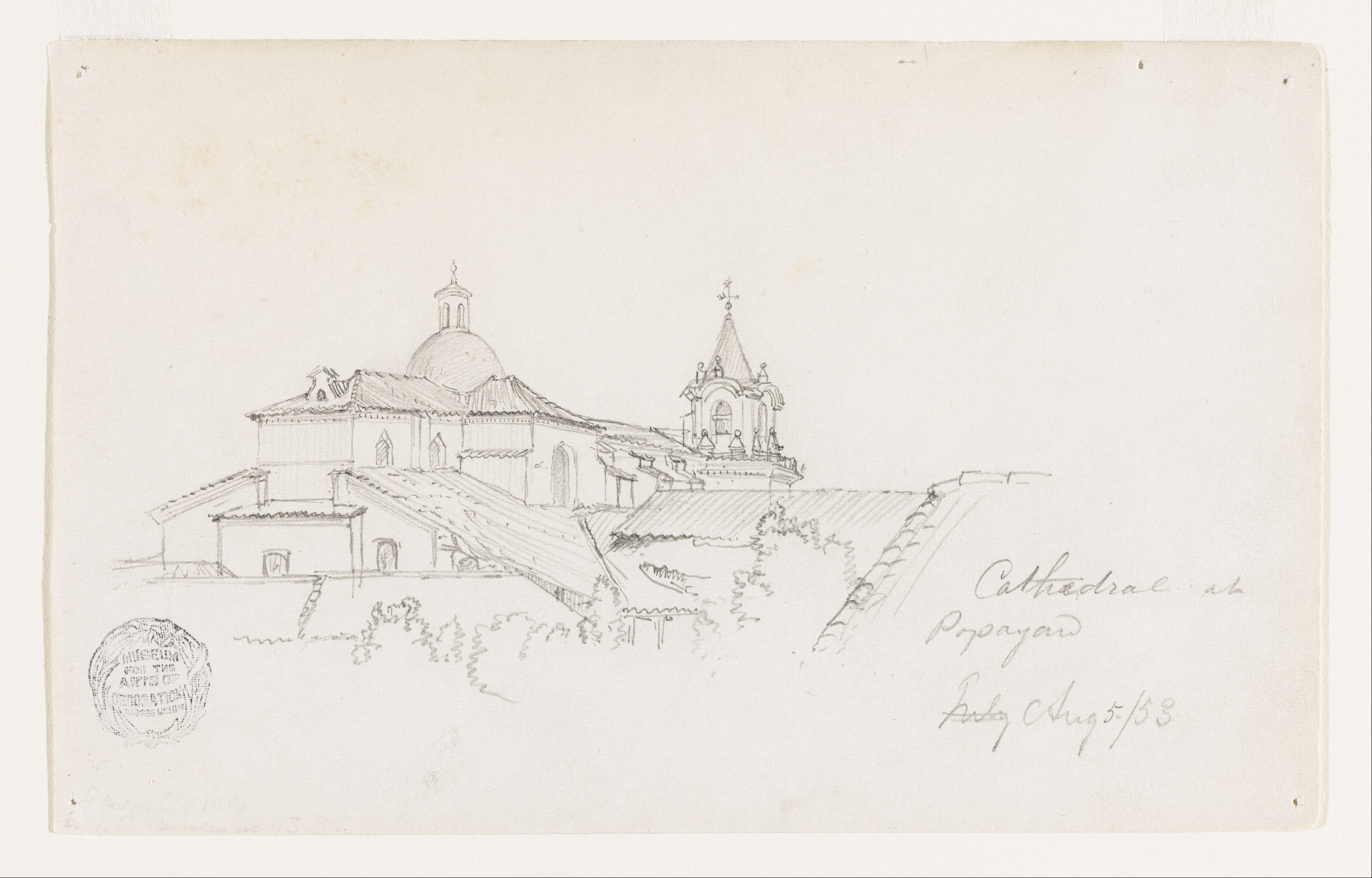
Vista de la segunda catedral, la cual en ese entonces estaba establecida en la Iglesia de San José, según Frederic E. Church hacia 1853.

El terremoto del 2 de febrero de 1736 destruyó todos los templos de la ciudad, dejando en pie solamente a La Ermita. La segunda catedral sufrió mucho deterioro. En 1760, los padres Gandolfi, venido de Quito y Simón Schenherr, lego jesuita alemán, trataron de arreglarla y proporcionarle mayor solidez, levantando las capillas laterales y el pretil. Este segundo templo catedralicio tenía la puerta principal mirando al occidente (carrera 7.ª en la nomenclatura contemporánea): al costado sur se encontraba la capilla del Sagrario y contigua a ésta estaba una casita alta de ladrillo y teja para residencia de los coadjutores que tenía a su lado la casa episcopal. La torre, en la que se utilizaron noventa y seis mil ladrillos, contaba con tres cuerpos, coronada por una cúpula sobre dos cuerpos de orden toscano. El sismo de 1736 destruyó la cúpula y desde en aquel momento se redujo a dos cuerpos, como continuó estándolo a partir de ese momento.
La segunda catedral contaba con el baptisterio debajo de la torre; la capilla de las ánimas y el panteón de la familia García de Lemos se ubicaba al costado norte. En la capilla de la Virgen de la Asunción se hallaba el panteón de la familia Velasco, y al lado de la casa episcopal se encontraba la capilla de Santa Bárbara, patrona del obispado, al frente la capilla de San Pedro. Todas estas capillas se levantaron después del terremoto del 1736, para darle mayor solidez y apoyo estructural al templo.
Después de las reparaciones realizadas en 1772 la iglesia se encontraba en regular estado, tenía grietas y goteras, y finalmente resolvieron demolerla, funcionando como templo catedralicio La Ermita por un tiempo, y luego la iglesia de La Compañía (San José). Desde 1785, la segunda catedral amenazaba ruina y así se mantuvo por ciento noventa años, desde 1594 hasta 1784.

### Tercera catedral
La tercera catedral fue encargada en 1788 por el Papa al obispo Ángel Velarde y Bustamante, quien solicitó a España mapas y planos a un valor de mil pesos. La Academia de San Fernando remitió los planos desde Madrid y el valor total de la obra se calculó en quinientos mil pesos. Se presentaron problemas por el valor y por el tiempo que tomaría la construcción, por lo cual se le solicitó al deán, el presbítero y arquitecto Marcelino Pérez de Arroyo, que proyectara la obra a diez años y así planeó la edificación en forma de cruz griega en planta basilical, con una nave central y dos laterales y una cúpula sobre el crucero. El diseño inicial situaba el altar mayor y la puerta principal frente a la plaza mayor, diseño que fue modificado posteriormente. Se excavaron los fosos para las cuatro columnas que debían soportar el cimborrio o media naranja y los cimientos fueron hechos en piedra de cantera, en bloques labrados y unidos con cal.

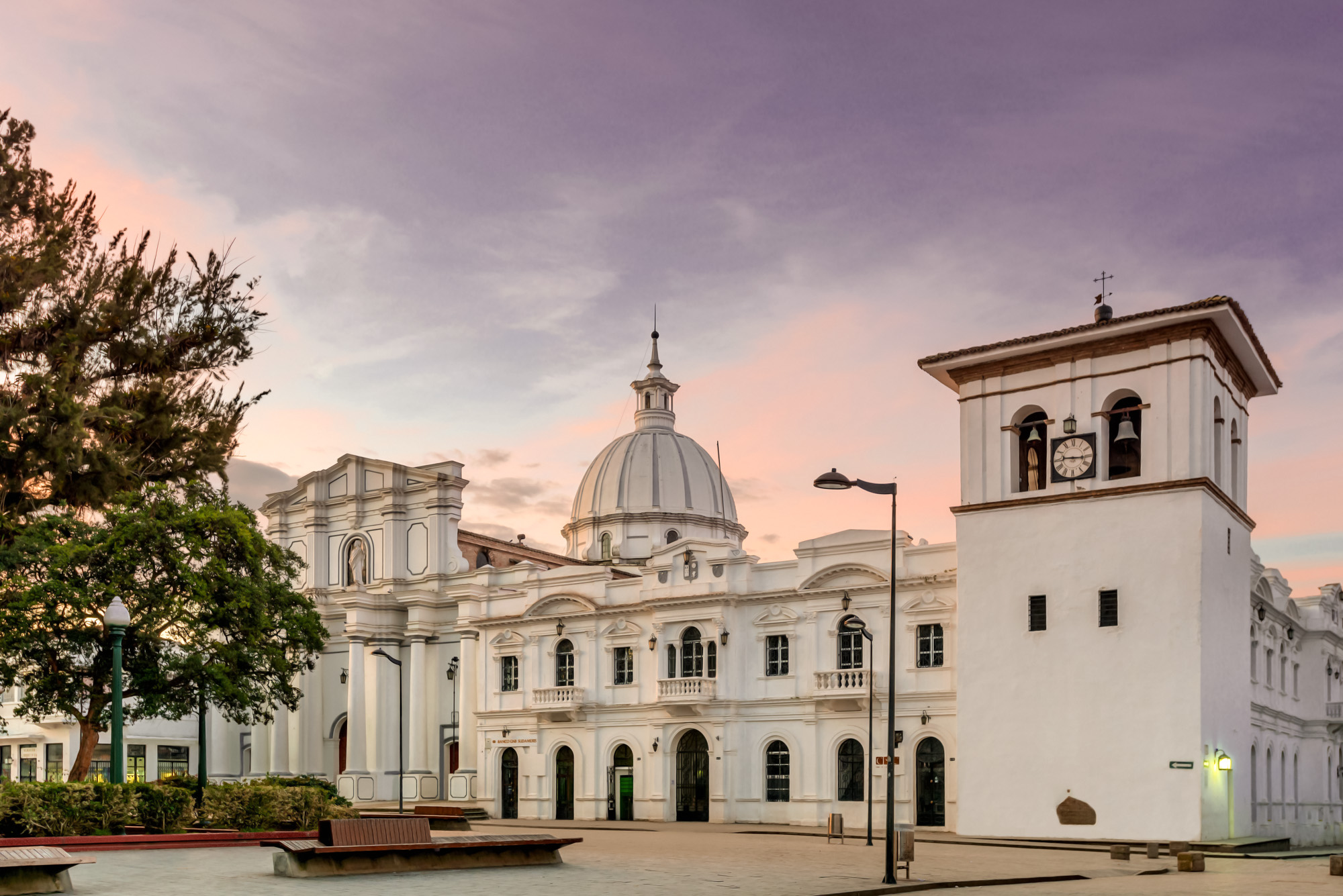
Parque de Caldas, Popayán. Vista de la tercera catedral (izquierda) tras su reconstrucción después del terremoto de 1983. A la derecha, la Torre del Reloj, que fue parte de la segunda catedral. En el centro, el palacio arzobispal.

El 30 de mayo de 1819, el obispo Padilla puso la primera piedra y se enterró la placa correspondiente. La obra se detuvo a causa de la batalla de Boyacá y porque las rentas de la iglesia disminuyeron, permaneciendo la construcción inconclusa desde 1819 hasta 1856, año en que el obispo Pedro Antonio Torres, a base de limosnas y con la gran colaboración del patricio local José María Mosquera y Figueroa, reiniciaron la obra.
El obispo Torres tuvo la idea de encargar al ebanista Rafael Paredes una maqueta en madera que mostrase a escala la forma como quedaría el templo, solo faltándole el coro capitular, el altar mayor, con el sagrario y el púlpito. La maqueta costó 70 pesos sencillos. Arreglado el terreno y extraídas las placas con el tesoro enterrado en 1819 por el obispo Padilla, el 6 de agosto de 1856 se marcó el lote; el alarife Baltasar Paredes Cuéllar niveló los cimientos que ya existían y el 15 de agosto de 1856 se colocó la primera piedra de esta nueva etapa, bajo una improvisada tolda.
La guerra civil de 1860 paralizó la obra indefinidamente, de tal suerte que ni el obispo Caicedo y Martínez Cuero ni su sucesor el obispo Carlos Bermúdez pudieron continuar la construcción. Fue el obispo Ortiz quien decidió reiniciarla, en una época de mayor estabilidad económica. El proyecto de Marcelino Pérez de Arroyo fue retomado por el arquitecto italiano fray Serafín Barbetti, que había pertenecido a la comunidad franciscana y quien legó a la ciudad su obra maestra, el Puente del Humilladero.
Durante el obispado de Manuel José de Caicedo, se encargó de la dirección técnica de los trabajos al arquitecto payanés Adolfo Dueñas Lenis, quien diseñó y construyó la cúpula (además, también reconstruyó la iglesia de Belén después del terremoto de 1885 y decoró la iglesia de San Francisco en 1902); diseñó y levantó la arcada y la puerta de hierro del convento de San Francisco y muchas otras obras. Dueñas trabajó durante varios años en la obra hasta entregarla finalizada el 12 de junio de 1906, bajó el gobierno episcopal de monseñor Manuel José Caicedo.
El 12 de diciembre de 1909 se estrenó un órgano que hizo traer desde París el arzobispo Manuel Antonio Arboleda Scarpetta, hasta ese entonces considerado uno de los mejores órganos traídos a Suramérica.
En 1953, la catedral fue completamente remodelada y el 25 de abril de ese mismo año, el papa Pío XII le concedió el título litúrgico de Basílica Menor. Además, el sector histórico de Popayán (incluyendo la catedral), fue declarado Monumento Nacional de Colombia por la Ley 163 del 30 de diciembre de 1959. En 1978, el arzobispo Samuel Silverio Buitrago emprendió varias obras de embellecimiento que mejoraron muchísimo el interior de la catedral y se restauró el órgano, dándolo nuevamente al servicio de los actos religiosos.

### El terremoto de Jueves Santo de 1983

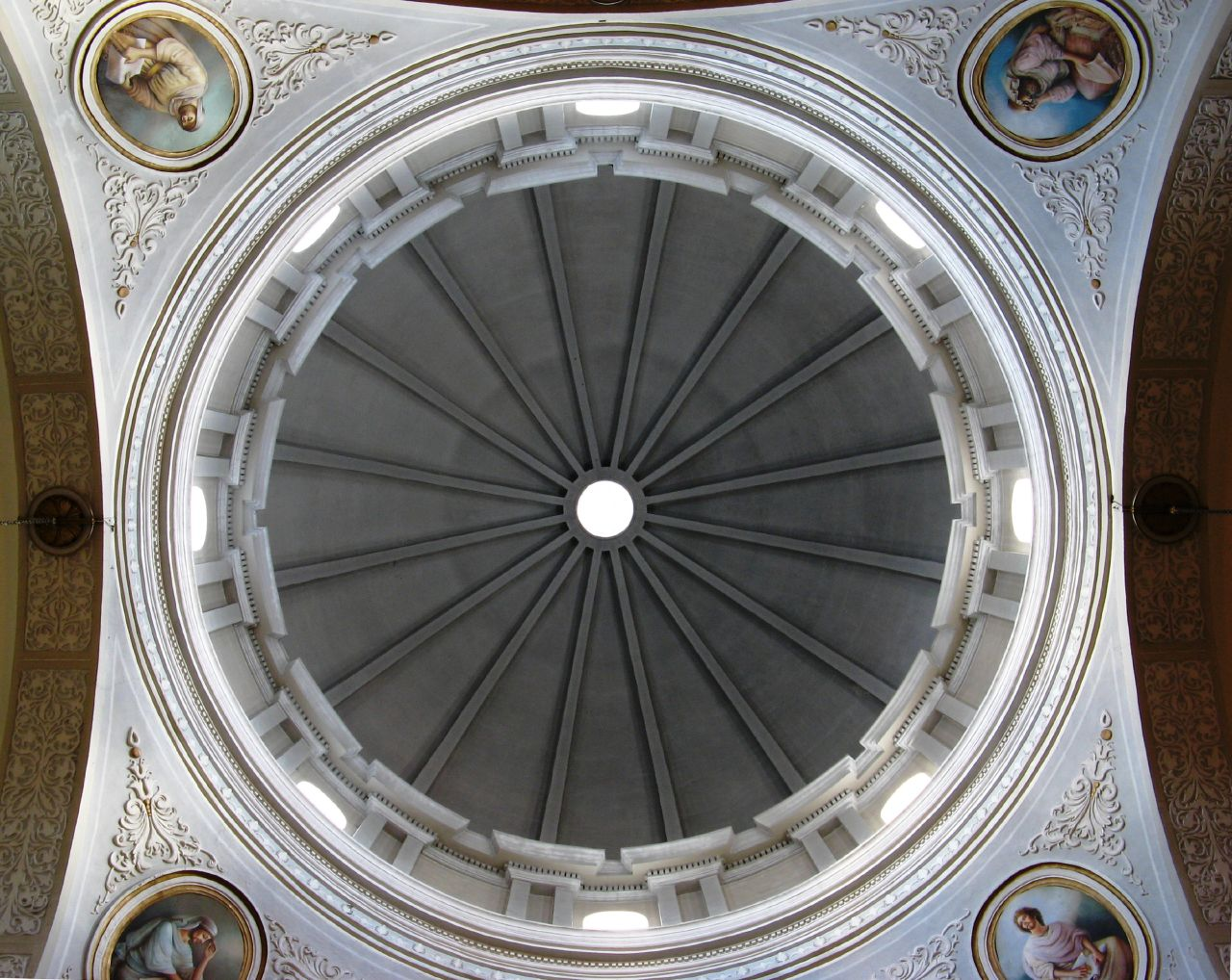
Interior de la cúpula de la catedral, reconstruida después del sismo de 1983.

El jueves 31 de marzo de 1983, a las 8:15 a. m., Popayán sufrió un sismo de magnitud 5.5 en la escala de Richter. La ciudad de arquitectura colonial, con edificaciones antiguas que carecían de refuerzos estructurales, se vio seriamente afectada. La catedral fue el templo que más sufrió por el sismo y la cúpula se desplomó, al igual que la mayoría de los techos, conservándose parte de la arquería; el órgano quedó completamente destruido.
El terremoto sucedió cuando se estaban celebrando los oficios religiosos del Jueves Santo, en consecuencia de lo cual el 25% de todas las muertes causadas en la ciudad por el sismo acontecieron allí. El templo de La Milagrosa fue designado como sede catedralicia pro témpore, mientras se realizaban los trabajos de reconstrucción de la basílica, que duraron largos años. Gracias al impulso del Arzobispo de Popayán, Samuel Silverio Buitrago Trujillo, se recuperó la cúpula respetando el diseño original de Marcelino Pérez de Arroyo y la cúpula de Adolfo Dueñas y se restauró la construcción en su totalidad. El papa Juan Pablo II visitó la catedral en 1986 como parte de su visita apostólica a Colombia.

## Cofradías
Una tradición traída desde España, las cofradías coloniales surgieron por la necesidad de los fieles de agruparse en organizaciones en torno a una advocación de su devoción con el fin de promover su veneración, preservar su imagen tutelar y realizar las correspondientes fiestas patronales.
En la Catedral de la Asunción desde sus etapas más primitivas, fueron fundándose juntas que tuvieron como sede este templo, al mismo tiempo que nuevas devociones llegaban al recinto.
Se tiene constancia de las siguientes cofradías:
- Cofradía de Nuestra Señora de la Asunción, del Tránsito o del Reposo. (Patrona y advocación principal de la catedral y de la ciudad)
- Cofradía de la Limpia e Inmaculada Concepción.[8](Ubicada en una de sus capillas auxiliares)
- Cofradía del Amo Sacramentado. (Corpus Christi)
- Cofradía de las Almas del Purgatorio.
- Cofradía de Santa Bárbara.
- Cofradía de San José.
- Cofradía de Nuestra Señora de las Mercedes.
- Cofradía de San Pedro Apóstol.

Lastimosamente casi la totalidad de las cofradías que algún día contaron con su sede en la iglesia en la actualidad ya no existen más, debido a diversos factores como la independencia, la expulsión de las órdenes religiosas del territorio, la decadencia del clero o las guerras civiles que conllevaron la emigración de las familias pudientes.

## Retablos y Capillas

### Altar Mayor

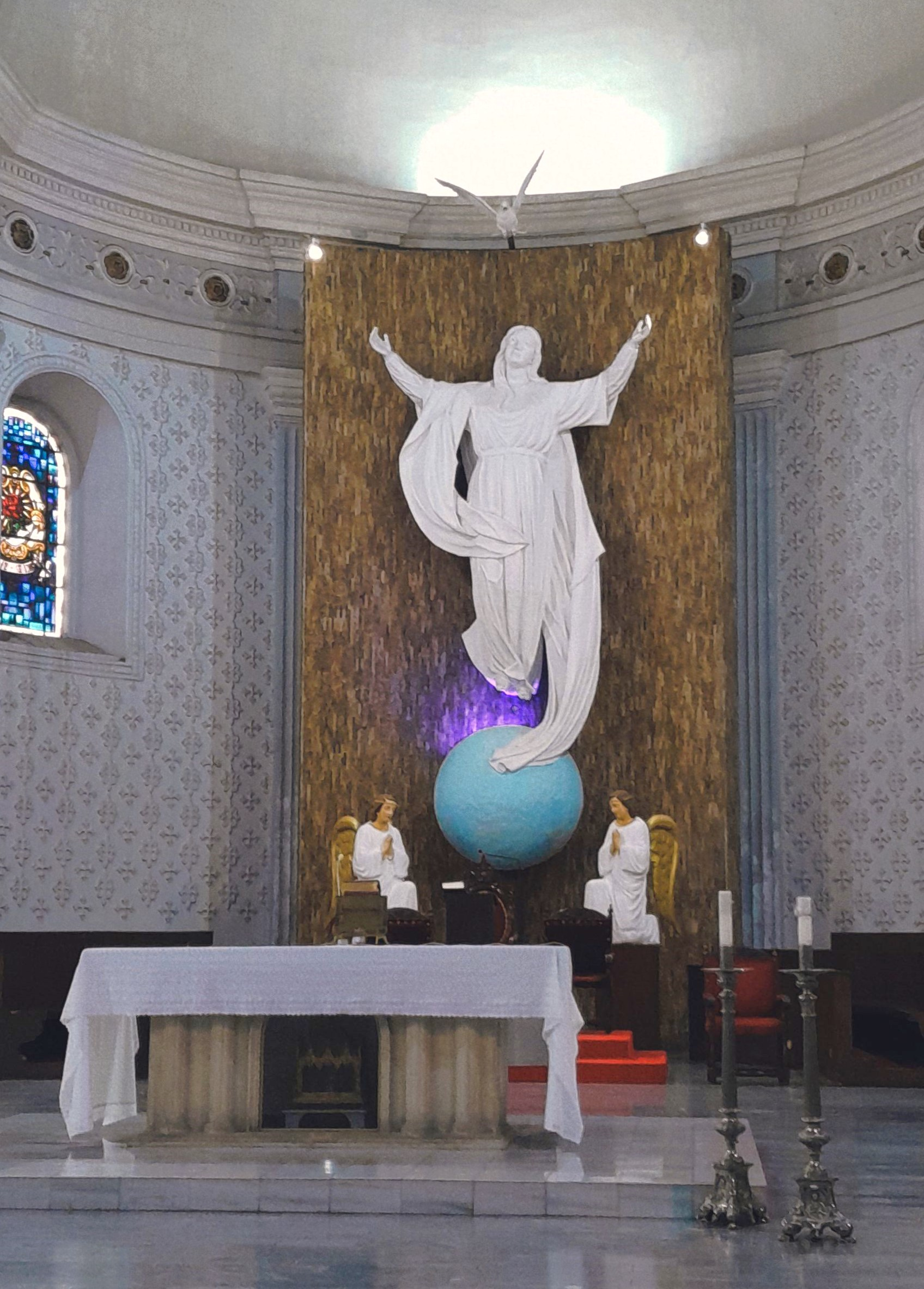
El altar mayor con la imagen monumental de la Virgen

Ubicado en el ábside al fondo del presbiterio en la nave central de la basílica, actualmente es constituido por una gigantesca plancha curva que se eleva detrás de la cátedra del Arzobispo, en su centro se alza una monumental imagen de Nuestra Señora de la Asunción siendo trasportada al cielo con el mundo bajo sus pies y solo estando tocado por su manto, ella tiene las manos levantadas y la mirada alta, es obra del escultor Buenaventura Malagón.
Después del Terremoto de 1983, se decidió sustituir el antiguo baldaquino neoclásico que contenía un hermoso sagrario de oro y en su parte traerá el imponente órgano tubular procedente de Alemania en 1902, todo este conjunto se halla hacia el ábside y fue destruido al caer sobre él las bóvedas de cañón de la catedral, perdiendo la catedral y la ciudad uno de sus patrimonios más valiosos, ya que en ningún otro templo del centro histórico posee un altar tipo templete y sobre todo el instrumento que resguardaba era considerado como uno de los mejores de todo Sudamérica 
Posteriormente, sobre todo bajo el ministerio del Arzobispo monseñor Omar Alberto Sánchez Cubillos se añadieron al complejo escultórico una paloma en lo alto de la virgen representando al Espíritu Santo, además de dos ángeles orantes a cada lado de los pies de Nuestra Señora.

### Retablos de la nave de la Epístola

#### Capilla del Sagrario

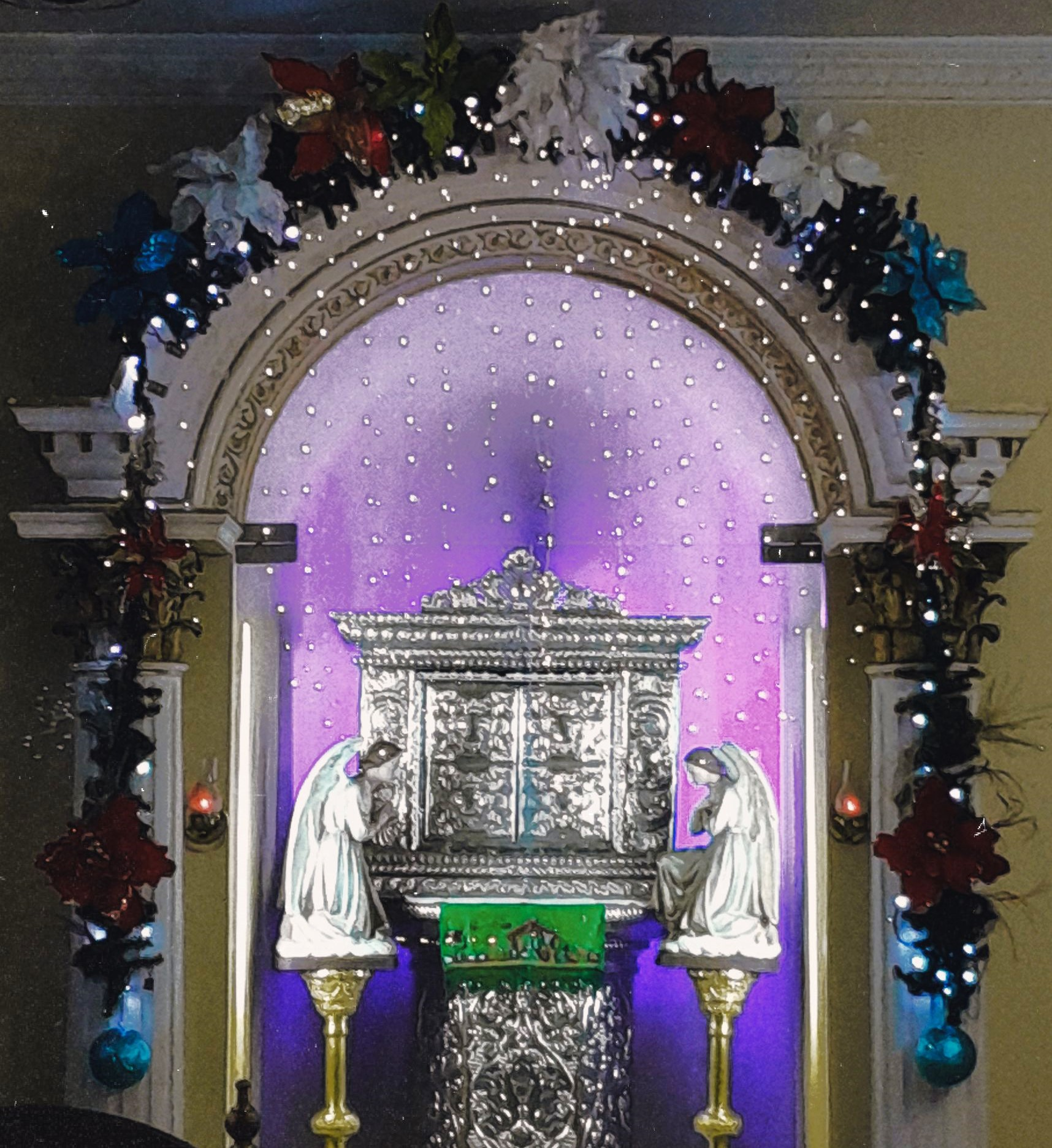
Nicho con el sagrario y sus ángeles custodios

Situada al fondo de la nave de la Epístola y al costado izquierdo de la central, es un recinto rectangular con varias filas de asientos y reclinatorios para la oración ante Jesús, el espacio principal es el nicho central en forma de arco de medio punto, decorado con dos pilastras con fuste estriado y capiteles de orden corintio.
En el interior de la hornacina se custodia un precioso sagrario elaborado en plata por los maestros orfebres de la Escuela Payanesa durante el siglo XVIII, aquí se expone todos los jueves una custodia de oro con el Santísimo Sacramento expuesto para la veneración pública, siendo flanqueados por dos ángeles de rodillas y en profunda oración y adoración ante la Santa Hostia.
Este recinto fue fundado por el arzobispo de Popayán, monseñor Samuel Silverio Buitrago cerca del año de 1979 (casi 4 años antes del terremoto), debido a las nuevas normas para el culto proclamadas por el Concilio Vaticano II en 1965.

#### Retablo de El Santo Ecce Homo de la Catedral

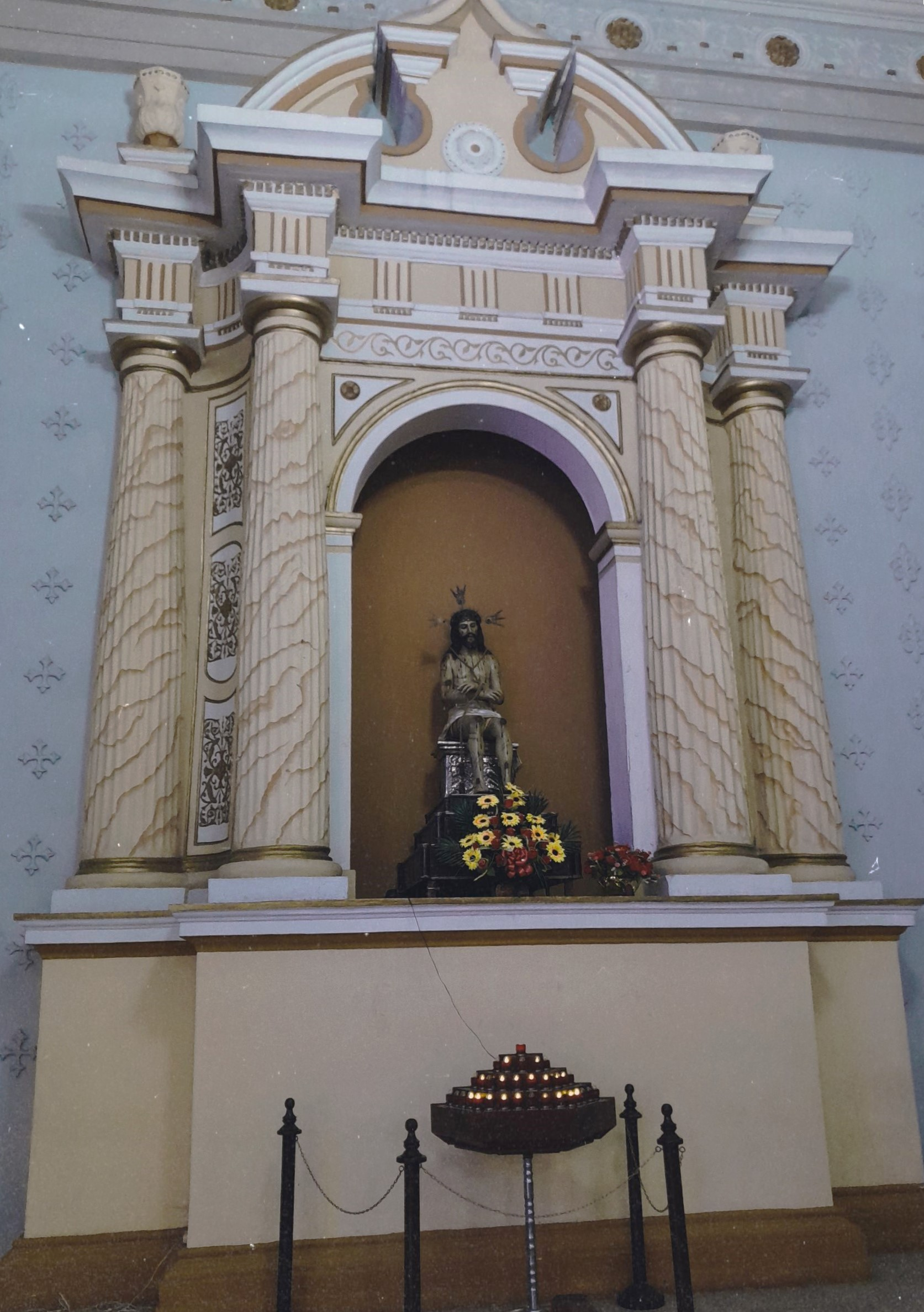
Retablo del Santo Patrono de la Ciudad

El primer retablo ubicado en la nave de la Epístola, que a su vez es uno de los que están en el eje occidental del crucero que sustenta la monumental cúpula de Adolfo Dueñas, es gemelo con el del Señor del Terremoto que está localizado justo al otro lado del transepto, está alzado sobre una gran base que da más imponencia al conjunto.
La hornacina principal tiene forma de arco de medio punto, con un par de dos columnas de fuste estriado y con policromía similar a la del mármol, los capiteles son de orden dórico y siguiente los lineamientos de la arquitectura neoclásica. El friso contiene triglifos y metopas y sobre ellos la cornisa desde donde se levanta el rétame tipo frontón flanqueado por jarrones votivos semejantes a flamas.
La imagen que aquí se venera es la de El Santo Ecce Homo, una obra payanesa de José Lamiel realizada en el siglo XX, siendo una réplica del patrono de la ciudad original custodiado en el Santuario de Belén, que fue un encargo por el entonces presidente de la república, Guillermo León Valencia. 
Actualmente esta imagen desfila como su propio paso en las Procesiones de Nuestra Señora de los Dolores, de El Amo Jesús y de El Santo Cristo de la Veracruz, realizándose durante las noches de los días Martes Santo, Miércoles Santo y Jueves Santo con sede en las iglesias de San Agustín, la Ermita de Jesús Nazareno y de San Francisco respectivamente.

#### Capilla de El Calvario

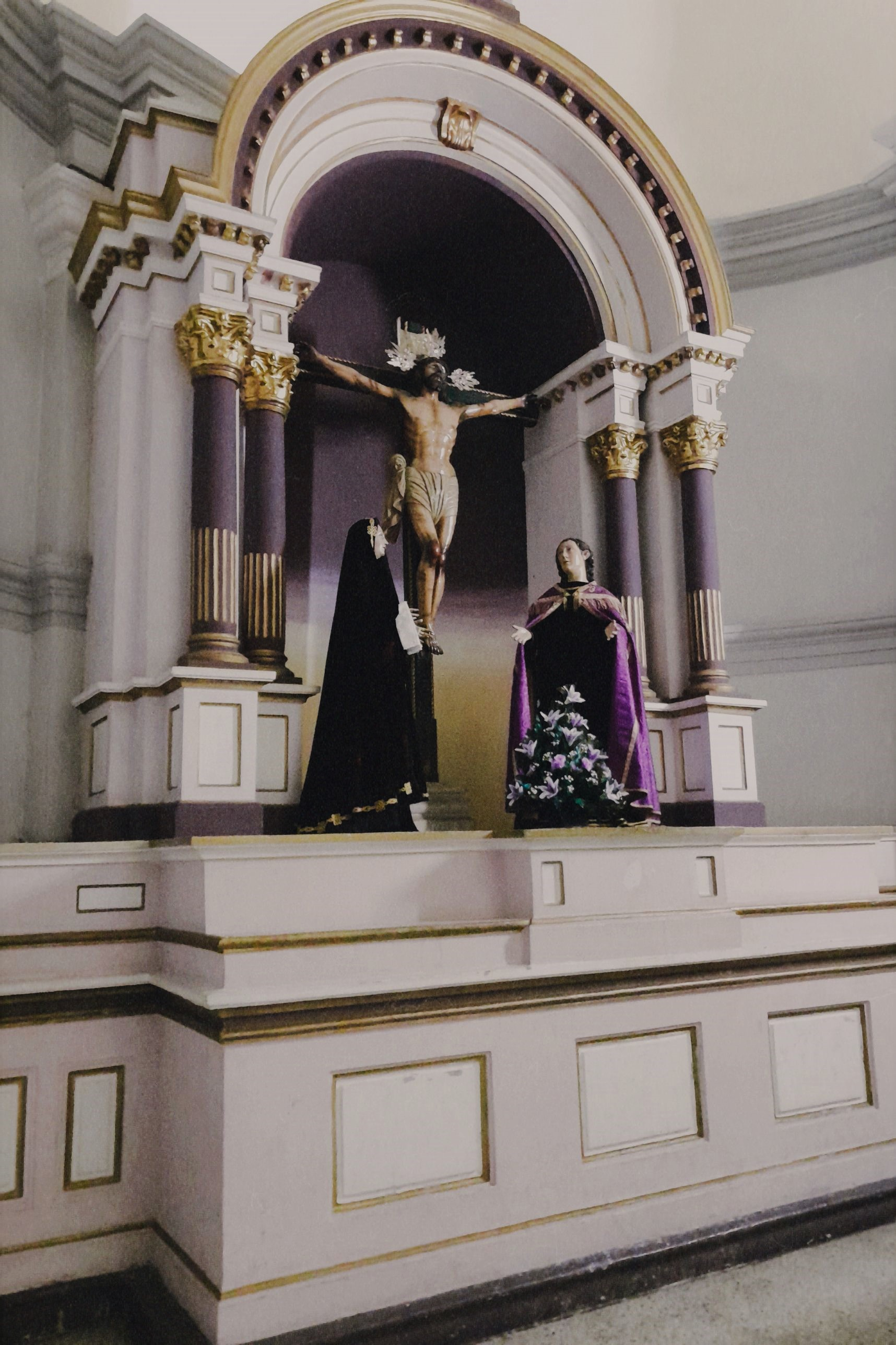
Retablo con las imágenes de El Calvario

La capilla auxiliar occidental de la catedral se encuentra sobresaliendo prolongadamente de la nave de la Epístola, con su retablo en el fondo empotrado al ábside, cuenta con un macizo pedestal decorado con finos detalles, sobre este se alza el conjunto conformado por las bases de los pilares que se organizan en dos pares de dos columnas de fuste liso y con policromía púrpura ornamentada con elementos dorados, los capiteles que la adornan son de orden corintio, de estos surge el arco que termina por cerrar el nicho central.
El conjunto escultórico venerado en este retablo es el de El Calvario, conformado por las imágenes de:
- Santo Cristo de las Angustias. (Imagen española (hispano-árabe). Siglo XVII)[10]
- Nuestra Señora de los Dolores. (Imagen española. Siglo XVIII)
- San Juan Evangelista. (Imagen española. Siglo XVIII)

Las tres imágenes salían a desfilar en su día por separado en la Procesión del Clero, realizada el Lunes Santo hasta 1906. Tiempo después fueron reintegradas a la Semana Santa conformando juntas el paso de El Calvario, que hoy en día desfila en la Procesión de Nuestra Señora de los Dolores del Martes Santo, con sede en la Iglesia de San Agustín.  

#### Retablo de Santa Bárbara

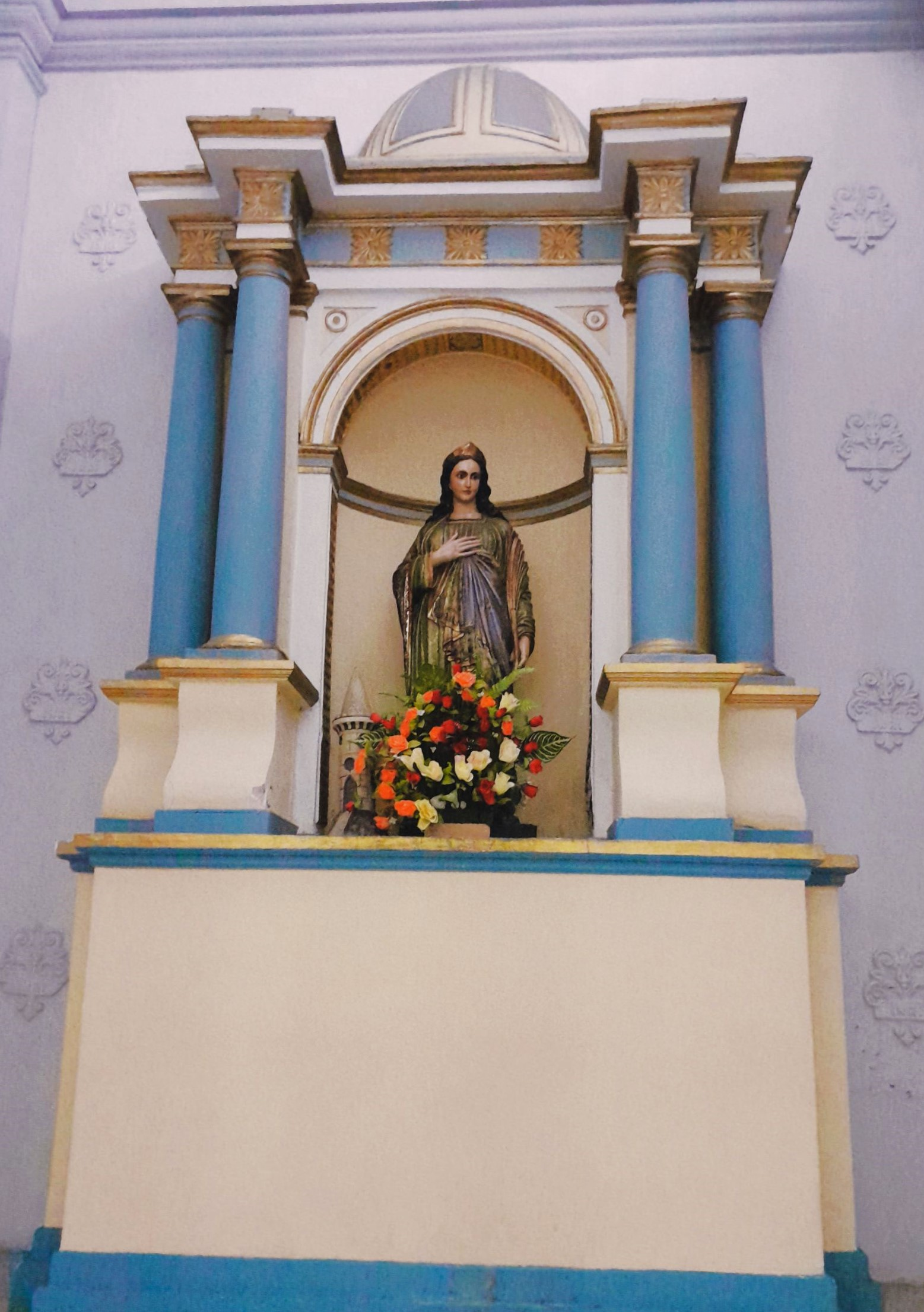
Retablo dedicado a Santa Bárbara de Nicomedia

Es el segundo retablo situado propiamente sobre la pared lateral de la nave de la Epístola que da hacia el Palacio Arzobispal. Esta obra neoclásica se presenta como una expresión artística excepcionalmente elaborada, destacándose de manera notoria por la maestría con la que se han cuidado y perfeccionado cada uno de sus detalles. 
La meticulosidad con la que ha sido concebida revela no solo un dominio técnico notable, sino también un profundo compromiso con la excelencia estética de la catedral. Está conformado por pares de dos columnas policromadas de azul de orden dórico que sustenta el friso y la cornisa que están coronadas por una pequeña cúpula o cupulita.
La imagen a la que se le venera en el nicho principal es la de Santa Bárbara de Nicomedia, a la que en la época colonial se le dedico el patronazgo sobre el obispado de Popayán y sus territorios, por lo que se estableció una cofradía bajo su advocación, esta estaba dedicada a la promoción de su devoción, financiación de sus fiestas patronales que se celebran el 2 de diciembre y el mantenimiento conservativo de su talla.

#### Retablo de San Pedro

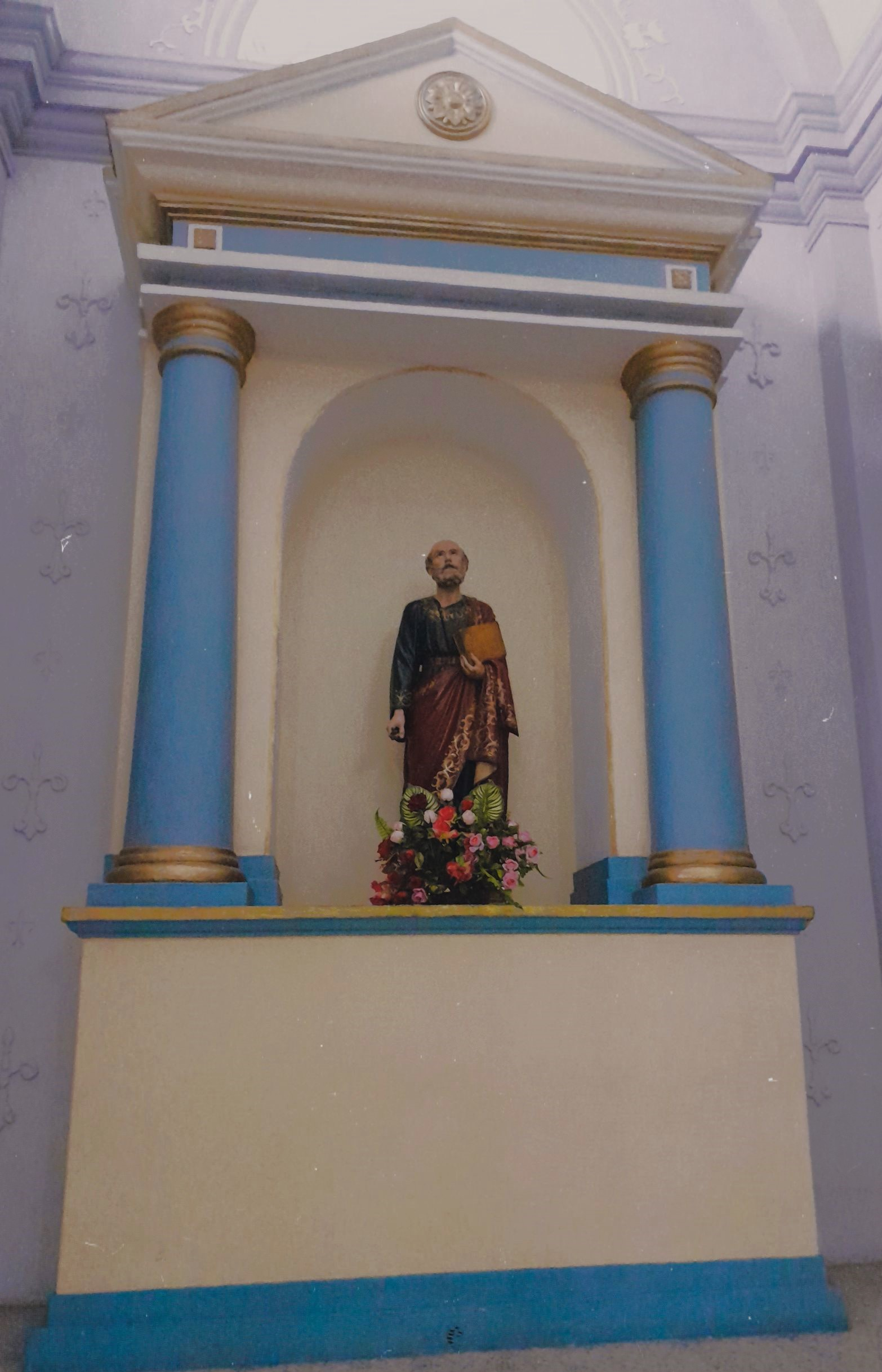
Retablo del apóstol San Simón Pedro

Es el tercer retablo situado propiamente sobre la pared lateral de la nave de la Epístola que da hacia el Palacio Arzobispal. Esta obra deja ver la calidad de los detalles que no solo se manifiesta en su ejecución técnica, sino también en la cuidadosa elección de cada componente, desde la paleta de colores hasta la textura de los dorados. Este enfoque meticuloso no solo resalta la destreza del artista, sino que también subraya la profundidad conceptual que subyace en la obra. Cada detalle, aparentemente insignificante, se convierte en un elemento crucial que contribuye a la cohesión general y a la riqueza narrativa de la pieza.  
Contando con dos columnas de orden toscano flanqueando el arco de medio punto de funge como nicho central y que sostienen el frío y un frontón de forma triangular con un medallón dorado circular decorado con una flor en su centro.
La imagen que es venerada en este recinto es la de San Pedro Apóstol, quien fue el primer papa de la Iglesia católica y a cuyo patrocinio se le organizó una cofradía que posteriormente se disolvió por diversas cuestiones políticas, sociales y naturales que sacudieron a Popayán y a la región.

### Retablos de la nave del Evangelio

#### Retablo del Señor del Terremoto

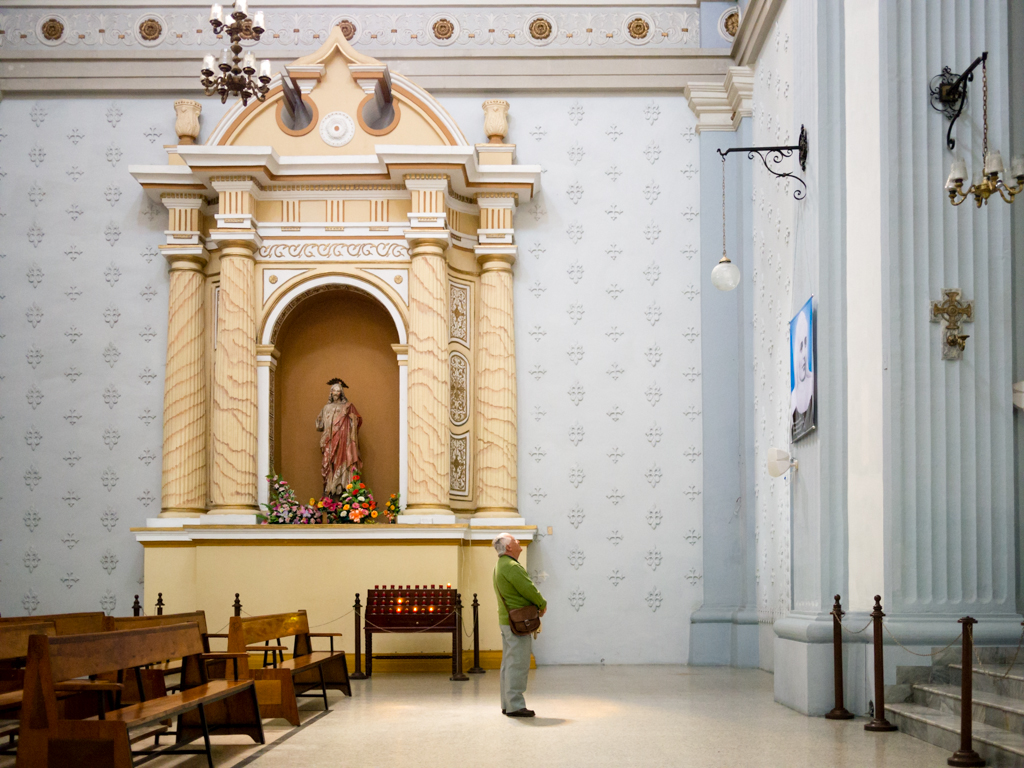
Retablo del Señor del Terremoto

El primer retablo ubicado en la nave del Evangelio, que a su vez es uno de los que están en el eje occidental del crucero que sustenta la monumental cúpula de Adolfo Dueñas, es gemelo con el de El Santo Ecce Homo que está localizado justo al otro lado del transepto, cuenta con sus mismas características, estando alzado sobre una gran base que da más imponencia al conjunto.
La imagen que aquí se venera es la del Señor del Terremoto, una imagen que originalmente estaba bajo la advocación del Sagrado Corazón de Jesús y que sobrevivió más o menos integra cuando las naves de la catedral se desplomaron durante el Sismo del Jueves Santo 31 de marzo de 1983, acabando ese día con la vida de al menos 90 personas dentro del templo. Se tuvo la opción de restaurar la talla para devolverle su aspecto anterior, pero por decisión del arzobispo y del pueblo se decidió conservarlo en las condiciones en las que fue hallado como un memorial de todas las víctimas que no solo perecieron en la basílica sino en las demás iglesias y en toda la ciudad en general por aquel desastre natural que cambió a la hidalga Popayán para siempre.

#### Capilla de la Inmaculada Concepción

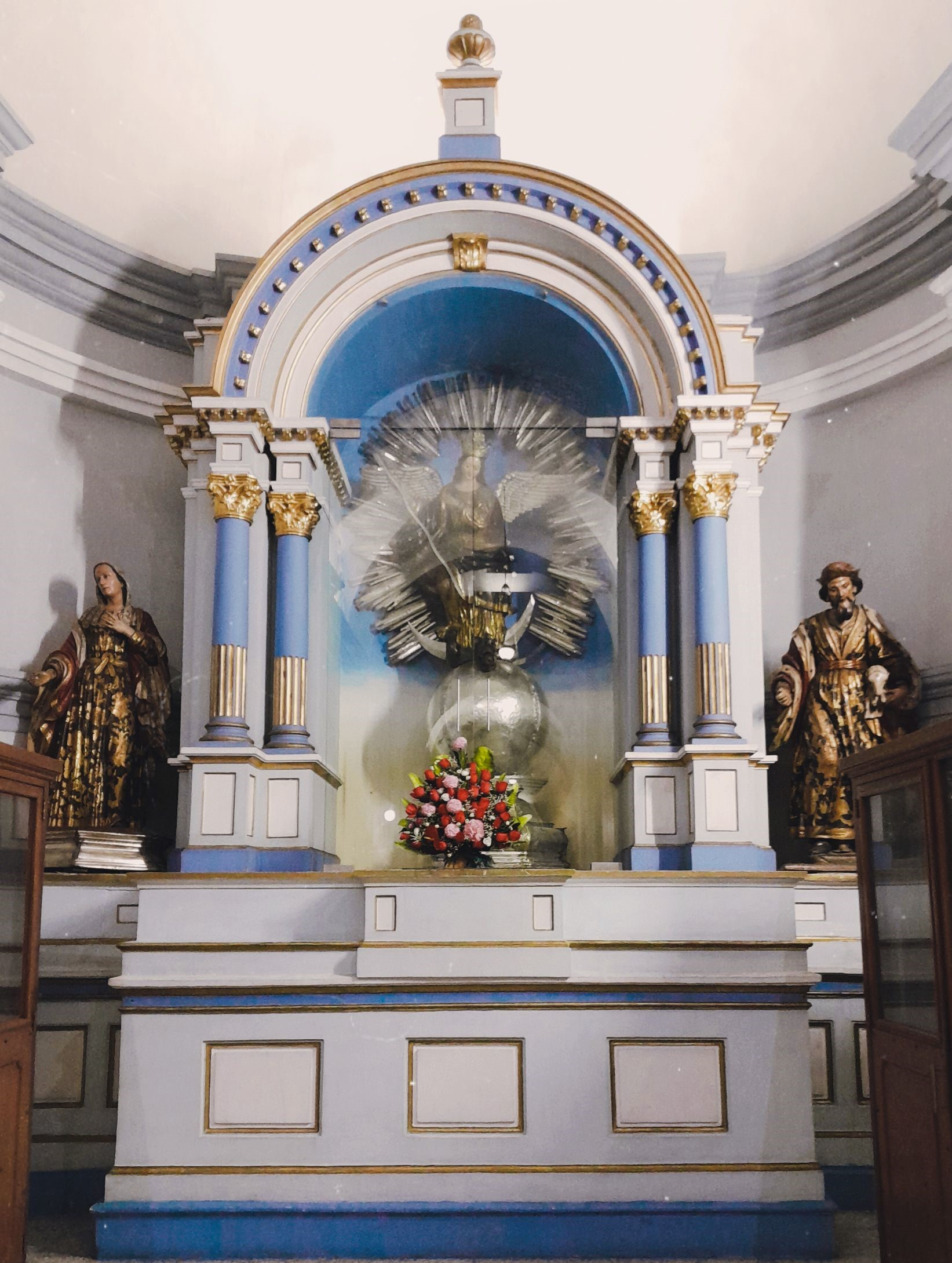
Capilla de Nuestra Señora la Virgen Alada del Apocalipsis

La capilla auxiliar oriental de la catedral se encuentra sobresaliendo prolongadamente de la nave del Evangelio, con su retablo en el fondo empotrado al ábside, cuenta con un macizo pedestal decorado con finos detalles, sobre este se alza el conjunto conformado por las bases de los pilares que se organizan en dos pares de dos columnas de fuste liso y con policromía púrpura ornamentada con elementos dorados, los capiteles que la adornan son de orden corintio, de estos surge el arco que termina por cerrar el nicho central.
Las imágenes que son veneradas en este recinto son las de:
- La Inmaculada Concepción. (Conocida también como Nuestra Señora Alada del Apocalipsis, es una obra quiteña de Bernardo de Legarda. Siglo XVIII)[11]
- San Joaquín. (Imagen réplica del original de la Iglesia del Carmen, obra de Pedro Duque Cornejo.[12][13]Siglo XVIII)
- Santa Ana. (Imagen posiblemente de procedencia quiteña. Siglo XVIII)

#### Retablo de Nuestra Señora del Carmen

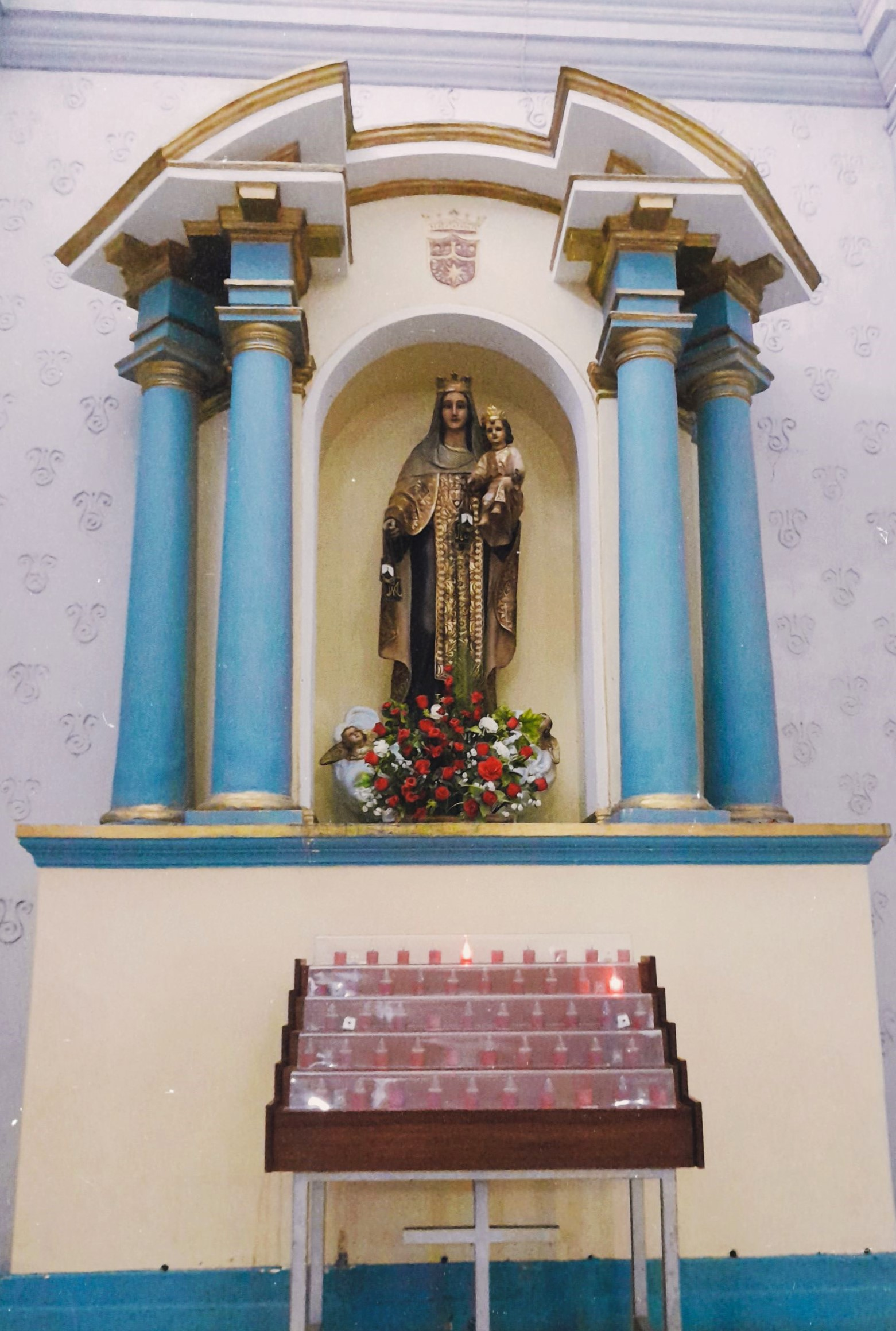
Retablo de la Virgen del Carmen

Es el segundo retablo situado propiamente sobre la pared lateral de la nave del Evangelio que da hacia el oriente. Este trabajo neoclásico se manifiesta como una creación artística de excepcional factura, resaltando significativamente por el nivel de habilidad y atención puesta en el perfeccionamiento de cada uno de sus elementos. 
El cuidado detallado con el que está concebida esta obra no solo demuestra una impresionante maestría técnica, sino también una dedicación profunda a alcanzar una calidad estética superior. Suspendido sobre su base, se yerguen las cuatro columnas de orden dórico que flanquean al nicho y por encima de este, se ubica el escudo de la Orden de los Carmelitas encerrado por el frontón.
La imagen que se custodia en este espacio es la de Nuestra Señora del Monte Carmelo o del Carmen, una advocación especialmente querida en Colombia, siendo la santa patrona de todos los conductores, ya sean estos de vehículos terrestres, acuáticos o aéreos.
Celebrándose con gran pompa y solemnidad su festividad el 16 de julio por todo el territorio nacional

#### Retablo de San José

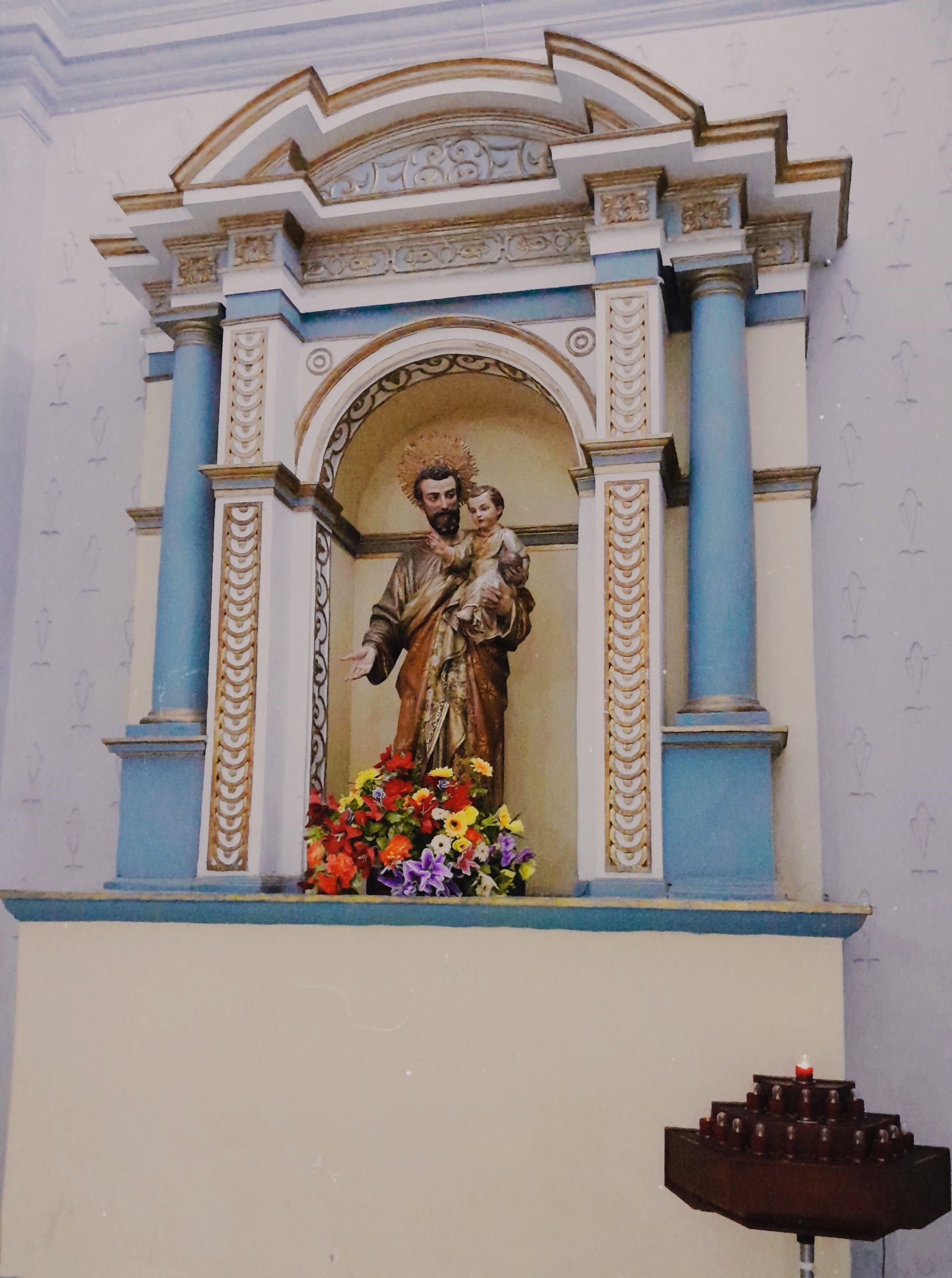
Retablo de San José

Es el tercer retablo situado propiamente sobre la pared lateral de la nave del Evangelio que da hacia el oriente. Esta pieza neoclásica se manifiesta como una obra de arte excepcionalmente refinada, sobresaliendo significativamente por la habilidad y atención al detalle con la que cada aspecto ha sido elaborado y afinado. 
El esmero puesto en su creación no solo demuestra una habilidad técnica impresionante, sino también una dedicación profunda a la belleza y perfección estéticas. 
Cada componente de esta obra ha sido minuciosamente evaluado y dispuesto con exactitud, lo que resulta en una obra que va más allá de ser simplemente un deleite visual, transformándose en una experiencia sensorial enriquecedora y fascinante.
La imagen que se le rinde veneración aquí es la de San José, el santo patrono de toda la Iglesia Universal, a quien en la época virreinal se fundó una cofradía dedicada bajo su patrocinio.

## Cripta de los Arzobispos

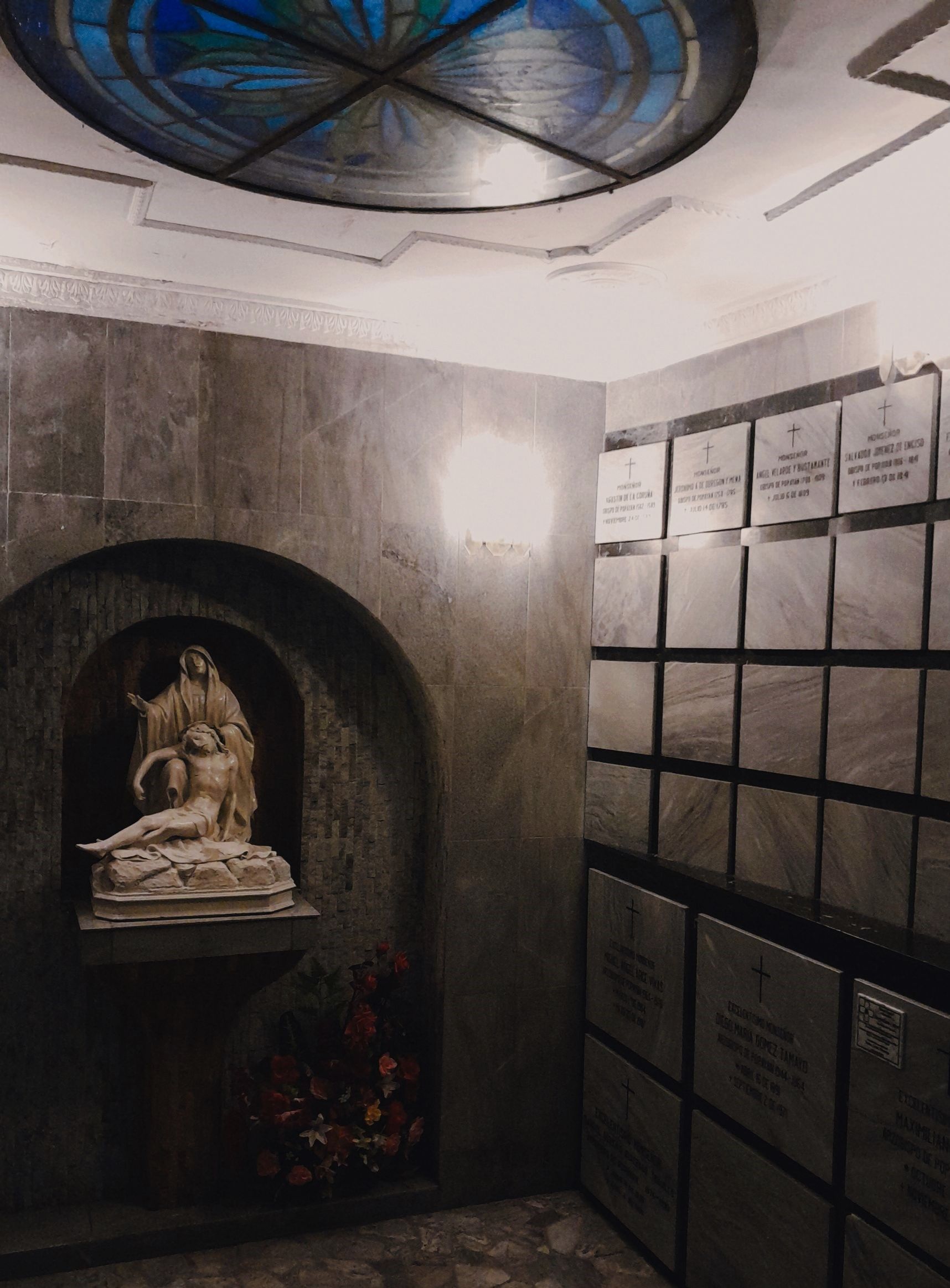
Cripta de los Obispos y Arzobispos de la ciudad

Está situada adosada en la pared sur de la Capilla de El Calvario en la nave de la Epístola, este recinto presidido por una imagen de La Piedad en mármol ubicada en el nicho central. Este sacro recinto sirve como última morada para los distintos prelados que fallecieron mientras ocupaban la cátedra de la ciudad ya sea en las jurisdicciones de la diócesis de Popayán (1546 - 1900) o del Arquidiócesis de Popayán (1900 - Presente) y durante las distintas épocas que tuvo que pasar la población y la región a lo largo del tiempo. Entre los más ilustres pastores de la catedral sepultado aquí son:
- Agustín de la Coruña. (Obispo entre 1564-1589)
- Jerónimo Antonio de Obregón y Mena. (Obispo entre 1758-1785)
- Ángel Velarde y Bustamante. (Obispo entre 1788-1809)
- Salvador Jiménez de Enciso. (Último Obispo español entre 1816-1841)
- Maximiliano Crespo Rivera. (Arzobispo entre 1923-1940)
- Miguel Ángel Arce Vivas. (Arzobispo entre 1965-1976)
- Diego María Gómez Tamayo (Arzobispo entre  1944-1964)
- Samuel Silverio Buitrago. (Arzobispo entre 1976-1990)

## Semana Santa
Al ser la sede principal de la arquidiócesis y el templo más importante de la ciudad, la catedral ha jugado un papel fundamental durante las celebraciones sacras, siendo la sede de más desfiles religiosos a lo largo de toda su historia, algunos se perdieron y otros se conservan o fueron instituidos a posterior, siendo declarada la Semana Santa en general como patrimonio cultural de la nación mediante la Ley 891 de 2004y por último inscritas en la Lista representativa del Patrimonio Cultural Inmaterial de la Humanidad por la Unesco el 30 de septiembre de 2009.

### Primera Procesión de Domingo de Ramos
Dedicada al Señor del Triunfo, que era una talla de Cristo montado sobre un asno recordando su entrada triunfal en Jerusalén (actualmente se desconoce el paradero de la imagen), esta procesión se venía realizando desde los tiempos coloniales hasta el año de 1900, debido a los problemas y destrucción que trajo consigo el terremoto de 1885. Partía desde la Catedral y terminaba en la Iglesia de San José. Recorría el centro de la ciudad, acudiendo gran número de feligreses con palmas especialmente los indios de los pueblos vecinos (Yanaconas, Puelenje, Julumito, El Tambo y Puracé). Tal como lo relata el cronista José María Vergara y Vergara en 1858.
Este desfile fue reemplazado por la actual procesión que desciende desde el Santuario de Belén por los Quingos y hasta el atrio de la Catedral, bajando los pasos de El Señor Caído y de El Santo Ecce Homo, intuida por el arzobispo de ese entonces monseñor Manuel José Caycedo en el año 1909, al mismo tiempo que desaparecía la del Lunes Santo.

### Procesión del Lunes Santo
Desde su establecimiento en los tiempos coloniales hasta la época final de la existencia de esta procesión, tuvo como sede principal a este templo, pero debido a las consecuencias del terremoto de 1885 que afectó en especial medida a la Catedral, fue trasladada la locación del desfile a la Iglesia de San José, recibiendo así ese recinto la decadente procesión que venía en declive por diversos factores entre los que se destaca la guerra civil de 1876 cuando algunas familias huyeron de Popayán hacia Ecuador.
El traslado de la procesión a la Iglesia de San José con el fin de salvarla, fue en vano puesto que en 1906 terminó por extinguirse este desfile por la falta de apoyo económico y organizativo. Según refieren José María Vergara y Vergara y Jaime Fletcher, los pasos que hacían parte de esta procesión eran:
Orden del desfile:
- Arcángel San Miguel. (Perteneciente a la catedral y trasladado a la iglesia de San Agustín)
- San Juan. (perteneciente al calvario de la Catedral de Popayán)
- La Magdalena. (paradero desconocido)
- La Verónica. (paradero desconocido)

- La oración en el Huerto. (Amo Jesús del templo de San Camilo. (Paradero desconocido))
- La Negación de San Pedro. (Perteneciente a la Catedral de Popayán en ese momento. Hoy en día pertenece al Templo de San Agustín)
- El Amo Caído. (Bajado en procesión desde el Santuario de Belén el Domingo de Ramos y devuelto en procesión al finalizar la semana santa)
- El Santo Ecce Homo. (Bajado en procesión desde el Santuario de Belén el Domingo de Ramos y devuelto en procesión al finalizar la semana santa)
- La cruz a cuestas o el Nazareno. (Amo Jesús de la Catedral, figura de origen italiana que era puesta de pie y se le adjuntaba la cruz. En la actualidad hace parte del paso El Despojo de Miércoles Santo).
- El Santo Cristo de las Angustias. (Ofrecido en venta al pueblo de El Bordo - Cauca en 1914. Sin embargo, no se vendió y hoy forma parte del paso del Calvario de Martes Santo)
- Nuestra Señora de los Dolores. (Inicialmente perteneció a la Familia Diago Gortaire pero fue donada en 1946 a Monseñor Juan Manuel González quien la puso en el calvario de la Catedral. (Sus andas fueron donadas a la iglesia de Julumito y los paramentos entregados al paso de la Cruz a cuestas del Jueves Santo)

### Procesión del Domingo de Pascua
Con la institucionalización de la procesión del Sábado Santo se suprime la procesión del Domingo de Pascua o de Resurrección. Esta procesión se realizaba desde la época de la colonia, en el siglo XIX por ejemplo, tenía como punto de partida la Iglesia de La Encarnación y La del Carmen (de donde salía la Virgen). Los dos desfiles se juntaban y se dirigían hacia la Catedral donde concluía con la celebración religiosa. En el siglo XX la procesión salía desde la Catedral y recorría las calles del Parque Caldas.

### Segunda Procesión del Domingo de Ramos
El actual desfile sacro del Domingo de Ramos, parte desde del Santuario de Belén, siendo esta la primera procesión propiamente dicha de la Semana Santa payanesa, desciende por los “quingos”, hasta la ciudad y se dirige al atrio de Catedral de Popayán, donde concluye e inicia una misa campal, este desfile se realiza a las 10:00 a. m..
En lugar de cirios, el clero, las comunidades, congregaciones, asociaciones religiosas y el pueblo cristiano de Popayán porta las palmas bendecidas en todos los templos de la ciudad, para simbolizar la entrada triunfal de Jesús a Jerusalén.
Orden del desfile
- Cruz procesional.
- Banda marcial de la Policía Nacional de Colombia. Unidad metropolitana de Popayán.
- El Señor caído. (el señor imagen payanesa. Siglo XVIII y el Ángel imagen quiteña. Siglo XVIII)
- Estandarte Junta Permanente Pro Semana Santa, portado el síndico del paso del Amo Ecce Homo y los miembros de la Orden de la Alcayata.[19]
- Arzobispo de Popayán, Cura rector del Santuario de Belén y capítulo metropolitano.

- 'El Santo Ecce Homo.' (Réplica Payanesa de José Lamiel del siglo XX. El original es Quiteño del siglo XVII)
- Banda de músicos del Batallón José Hilario López del Ejército Nacional de Colombia.

### Procesión del Sábado Santo
La Procesión de Nuestro Señor Jesucristo Resucitado, inicia y termina en la Catedral de Nuestra Señora de la Asunción de Popayán, siendo este el único desfile que tiene su sede principal en este templo. El estandarte de la junta permanente pro Semana Santa es portado por el Gobernador del Departamento del Cauca y Diputados. Los pasos son:
Orden del desfile:
- Ánimasola (Personaje anónimo con vestimenta de carguero y rostro cubierto por el capirote portando una campana)
- Cruz procesional Arzobispal.
- Banda marcial de la Policía Nacional de Colombia. Unidad metropolitana de Popayán
- Cirio pascual. (Candelabro del cirio en bronce (elaborado en Francia). Siglo XIX.[21] Ángeles imágenes quiteñas. Siglo XVIII)
- María Salome. (imagen española. Siglo XVIII)
- María la madre de Santiago. (Imagen quiteña. Siglo XX)
- Banda de músicos. Fuerza Aérea Colombiana
- María Magdalena. (Imagen quiteña. Siglo XVIII)
- Ángel de la resurrección. (Imagen esculpida por el español José Lamiel. Perteneció originalmente al paso de la oración del miércoles Santo.)[22]
- San Juan evangelista. (imagen quiteña. Siglo XVIII)
- San Pedro. (imagen española. Siglo XVIII)
- Nuestra señora la virgen de la pascua. (imagen talla de Alcides Montesdeoca. 1996 (Ibarra, Ecuador))
- Estandarte Junta Permanente Pro Semana Santa, portado por el Gobernador del departamento del Cauca.
- Arzobispo de Popayán y capítulo metropolitano con el seminario mayor de Popayán
- Nuestro señor Jesucristo resucitado. (imagen talla de Alcides Montesdeoca. 1998 (Ibarra, Ecuador). Inspirado en el Cristo de la Hermandad de la Resurrección (Sevilla))
- Orden del Santo Sepulcro de Jerusalén, Sección Popayán.
- Banda de músicos y compañía de fusileros del Batallón José Hilario López. Ejército Nacional de Colombia.